# Политика на реформи и откритост
Политиката на реформи и откритост (на китайски език: 改革开放) е дългосрочна и стратегическа програма за икономически реформи, предприета в Народна република Китай, и насочена към създаването на така наречения социализъм с китайски характеристики и на социалистическа пазарна икономика, посредством отваряне на КНР към външния свят. 

## Начало
Началото на тази политика е положено през 1978 г. по инициатива на крилото прагматици в комунистическата партия на Китай (ККП), което се води от Дън Сяопин, който е учил в СССР по време на заменилата Военния комунизъм смесена Нова икономическа политика, възстановила страната от разрушенията на чистата планова икономика и Гражданската война.  Тази политика продължава неизменно и към 2017 г., т.е. в продължение на 40 години и извежда икономиката на Китай на първо място в света по данни на МВФ. 

## Цели
Реформаторите начело с Дън Сяопин си поставят за основна макроикономическа цел създаването на достатъчно излишък за финансиране на модернизацията на китайската икономика, която е на ръба на катастрофа, в резултат на провала на политиката на "големия скок напред" и последиците от редица дискреционни решения, взети по време на управлението на Мао Цзедун. Първоначалната цел на реформата е психологическа, а именно решаване на проблема с мотивацията на работниците и селяните, посредством премахването на икономическите различия.
Квинтесенцията на китайската икономическа реформа, която се състои от три етапа, не е идеологическа, а прагматична и често се представя с афоризма: 
| „ | Не е важно дали котката е черна или бяла, важното е да лови мишки. | “ |

## Концепция
Китайската политика на реформи и откритост се базира на три постулата:
1. История и цивилизационен принос на Китай, т.е. впечатляващите исторически корени на Китай;
2. Култура и традиции на Китай, т.е. това, което принадлежи на Китай;
3. Китайският волунтаризъм и инициатива, т.е. направеното в името на Китай.

Основната идея в концепцията „произведено в Китай“ е: 
| „ | Китай е длъжен да направи огромен принос в развитието на човечеството. | “ |

Китайската концепция залегнала в основата на тази дългосрочна, последователна и предвидима политика не е само икономическа, тя е философска, универсална и отхвърляща евроцентризма с геополитически акцент върху най-големия континент. 

## Резултати
В периода 1995-2009 години БВП на Китай нараства средногодишно средно с почти 10%, а от 2009 до 2014 години годишният растеж на БВП на Китай е 8,7%, като този на световната икономика е 2%.  От 2015 г. китайската икономика е най-голямата в света по данни на МВФ.

## Сравнение с другите соцстрани
Успехът на китайските икономически реформи в стопанското развитие на страната и повишаването на жизненото равнище на населението й служат като идеологическо обоснование на редица комунисти, евразийци и путинисти за това, че СССР е могъл да бъде реформиран и запазен и тогава жителите на сегашното Постсъветско пространство и съветските сателити (без ГДР) биха имали много по-високо качество на живот от днешното, но в действителност осъществяването на подобни реформи е било невъзможно заради по-краткото съществуване на чистата планова икономика в Китай в сравнение със Съветския съюз, заради което сред населението се е запазила по-добра памет за начините на осъществяване на градивна пазарна стопанска дейност - в частност селяните са помнели за това какви парцели Обработваема земя са притежавали и са запазили по-добре традициите си от съветските колхозници, които са били и преселвани масово извън родните си места, наличието на големите капитали на отвъдморските китайци - в частност на тези в Тайван, Хонг Конг (където са регистрирали фирмите си и предприемачи от КНР), Макао и Сингапур, но и в страните от Югоизточна Азия, в чиито стопански живот са свръхпредставени - неслучайно първите 4 свободни стопански зони през 1980-а са създадени срещу Тайван, Хонг Конг и Макао, докато от народите в Съветския съюз богата диаспора са имали само арменците, която поради осъществяваните от нея разходи за различните нейни светски и религиозни институции и кампанията й за международно признаване на Арменския геноцид не успява да осигури достатъчно инвестиции след 1991-ва дори на Армения, поне формално националният характер на КНР в сравнение с този на СССР, каращ елита му да чувства по-голяма отговорност за съдбата на страната и народа си и, парадоксално, по-ниската степен на стопанско развитие на Китай в сравнение с Източна Европа, което прави по-лесно преминаването от планова към смесена пазарна икономика и съхранява повече трудовата етика на китайците в сравнение с източноевропейците, карайки ги да приемат работа при по-неизгодни условия и заплащане. Поради последната причина когато няколко години след Китай такива реформи са осъществени от Виетнам и Лаос, там икономиките са пренастроени по-бързо в смесени пазарни от китайската заради още по-слабата степен на стопанско развитие. В Куба и Северна Корея осъществяването на подобни реформи и отказа от чистата планова икономика биха довели до неизбежно рухване на тоталитарните режими поради пълното изкупуване на икономиките на страните от противокомунистическата и богатата кубинска диаспора в САЩ и мощните чеболи на третиращата я като "противодържавна организация" Южна Корея съответно.